# Grand Theft Auto VI
Grand Theft Auto VI (сокр. GTA VI, GTA 6) — будущая компьютерная игра в жанре action-adventure с открытым миром, разрабатываемая компанией Rockstar Games. Станет шестнадцатой игрой в серии Grand Theft Auto (и восьмой крупной игрой серии). Rockstar подтвердила разработку игры в феврале 2022 года, после многих лет спекуляций и слухов. В сентябре 2022 года произошла утечка данных, из-за чего в сеть попало большое количество видеоматериалов о новой игре. Игра была представлена официально 4 декабря 2023 года.
Релиз игры запланирован на 26 мая 2026 года для PlayStation 5 и Xbox Series X/S. Действие игры происходит в вымышленном штате Леонида, сюжет повествует о дуэте преступников Лусии Каминос и Джейсона Дюваля в стиле истории о банде Бонни и Клайда.

## Игровой процесс
Действие Grand Theft Auto VI разворачивается в вымышленном штате Леонида (прототипом которого является штат Флорида) в вымышленном городе Вайс-Сити (вымышленная версия Майами). Вайс-Сити ранее фигурировал в Grand Theft Auto (1997) и был основным городом в Grand Theft Auto: Vice City (2002) и Grand Theft Auto: Vice City Stories (2006). В игре рассказывается история о криминальном дуэте: Лусии Каминос (первый женский протагонист серии с 2000 года) и её партнёре Джейсоне Дювале.
Карта игры разделена на шесть крупных зон: Вайс-Сити, Леонида-Кис, Грассриверс, Порт-Геллхорн, Амброзия, Гора Калага. Вайс-Сити — это большой город, в котором есть Оушен-бич с отелями, Маленькая Куба с пекарнями, Тиша-Вока с блошиным рынком и крупный порт, принимающий круизные лайнеры. Леонида-Кис представляет собой группу островов, окружённых водными пространствами. Порт-Геллхорн — побережье, где находятся дешёвые мотели, закрытые парки развлечений и пустующие торговые центры, потому что этот регион утратил популярность среди туристов. Амброзия является промышленным районом с предприятиями, в числе них — сахарный завод Allied Crystal. Также игрок сможет посетить национальный парк «Гора Калага», который находится возле северной границы штата и изобилует густыми лесами, где подходящие условия для охоты, рыбалки и путешествий по бездорожью.

## Разработка
После выхода игры Grand Theft Auto V в сентябре 2013 года президент Rockstar North Лесли Бензис заявил, что у компании есть «некоторые идеи» по поводу новой игры в серии. В марте 2018 года ресурс The Know сообщил, что следующая игра в серии Grand Theft Auto имеет кодовое название Project Americas, а действие в ней будет происходить в вымышленном американском городе Вайс-Сити (прототипом к которому стал город Майами) и в Южной Америке. Также впервые в серии должна появиться возможность игры за женского персонажа. В апреле 2020 года ресурс Kotaku сообщил, что игра находится в «ранней стадии» разработки. В июле 2021 года сценарист Том Хендерсон подтвердил, что действие игры будет происходить в современном Вайс-Сити, и что карта будет развиваться с течением времени, как в игре Fortnite, а релиз игры состоится не ранее 2025 года. В июле 2022 года журналист Джейсон Шрайер сообщил Bloomberg News что игра будет называться Grand Theft Auto VI, в ней примут участие пара протагонистов, вдохновлённых историей Бонни и Клайда, включая женщину латиноамериканского происхождения. Также журналист сообщил, что разработчики стараются избежать добавления в игру шуток о маргинальных группах (например, трансфобные шутки), в отличие от предыдущих игр серии.
4 февраля 2022 года компания Rockstar Games подтвердила разработку новой игры в серии Grand Theft Auto. В июле 2022 года компания Rockstar объявила, что игра Red Dead Online не будет больше получать крупные обновления, так как основные ресурсы компании сосредоточены на предстоящей игре Grand Theft Auto. В августе 2022 года главный исполнительный директор Take-Two Interactive Штраус Зельник сообщил, что Rockstar «нацелена вновь установить высокую творческую планку серии, всей игровой индустрии и индустрии развлечений в целом».
В ноябре 2023 года президент Rockstar Games Сэм Хаузер объявил, что первый трейлер игры выйдет в начале декабря, в честь 25-летия компании. Журналисты сообщили, что анонс игры в социальной сети X стал самым популярным постом, связанным с играми, за первые пять часов после публикации, превзойдя рекорд, установленный двумя предыдущими постами об игре. Этот рекорд был превзойдён публикацией Rockstar от 1 декабря, в которой была объявлена дата выхода трейлера (5 декабря) — пост набрал более 1,8 миллиона лайков в течение 24 часов. Другие разработчики впоследствии повторили формат анонса для продвижения своих собственных трейлеров. 4 декабря в сети X появилась «слитая» версия трейлера низкого качества. В течение часа после утечки трейлера Rockstar Games опубликовала официальный трейлер на YouTube, раскрыв название игры, главных героев, некоторые подробности игрового процесса и год выхода для игровых платформ PlayStation 5 и Xbox Series X/S. В трейлере звучит песня Тома Петти «Love Is a Long Road». Первый трейлер к GTA VI побил рекорд по количеству просмотров немузыкального видео на YouTube за 24 часа, превзойдя достижение ютубера MrBeast. За 24 часа трейлер набрал 90 млн просмотров. Через два дня первый трейлер GTA VI набрал 101 млн просмотров на YouTube, что превысило общее число просмотров первого трейлера Grand Theft Auto V за 12 лет.
В феврале 2024 года Шрайер сообщил, что Rockstar попросила сотрудников прекратить удалённую работу и вернуться в офисы на полный рабочий день с апреля «для повышения производительности и безопасности», поскольку разработка вышла на «завершающие стадии». Независимый профсоюз работников Великобритании раскритиковал решение Rockstar за то, что оно противоречит обещанию сохранить гибкие условия труда. Некоторые сотрудники были обеспокоены тем, что это может негативно сказаться на здоровье и моральном состоянии персонала, привести к увольнениям и нехватке кадров. В марте Зак Звизен из Kotaku сообщил, что это решение было отчасти принято для того, чтобы избежать задержки с выходом игры, запланированным на начало 2025 года; отставание в разработке означало, что выпуск в конце 2025 года казался более целесообразным, а потенциальная задержка до 2026 года — «запасным планом». Цена акций материнской компании Rockstar Take-Two Interactive упала более чем на пять процентов, хотя другие журналисты опровергли эту информацию и заявили, что игра выходит «по графику». В мае Take-Two подтвердила, что игра выйдет в третьем или четвёртом квартале 2025 года. По словам Шрайера, другие издатели не решаются планировать выпуск собственных игр, чтобы избежать потенциальной конкуренции с Grand Theft Auto VI. В 2024 году она получила награды «Самая ожидаемая игра» на премиях Golden Joystick Awards и The Game Awards. 2 мая 2025 года Rockstar Games заявили, что релиз Grand Theft Auto VI был отложен на 26 мая 2026 года. Второй трейлер игры вышел 6 мая 2025 года.

### Утечка файлов
В сентябре 2022 года произошла утечка файла размером 3 Гб, содержащего 90 видеороликов с игровым процессом Grand Theft Auto VI, благодаря чему стало известно о некоторых готовящихся игровых механиках, а также предварительные имена главных героев — Лусия и Джейсон. Журналист Джейсон Шрайер подтвердил, что утечка на самом деле имела место и на видео действительно эта игра. Хакеры, выложившие файлы в общий доступ, заявили, что получили их из внутренней переписки Rockstar в группах Slack и что они якобы имеют доступ к исходному коду, ресурсам и внутренним сборкам игр Grand Theft Auto V и Grand Theft Auto VI. Компания Take-Two Interactive потребовала удаления нескольких видеороликов с платформы YouTube. Журналисты описали ситуацию как «одну из крупнейших утечек данных в истории видеоигр и кошмар для Rockstar Games». Аналитик Jefferies Group Эндрю Уерквитц назвал инцидент «пиар-катастрофой», которая потенциально может отсрочить выход игры и негативно повлиять на мораль разработчиков, но при этом вряд ли повлияет на продажи и восприятие будущей игры. Ряд разработчиков и руководителей в сфере развлечений, включая Сару Бонд, Нила Дракманна и Алану Пирс, выразили своё сочувствие компании Rockstar Games в связи с утечкой.
Компания Rockstar Games подтвердила факт утечки 19 сентября, описав её как «сетевое проникновение», и выразила своё разочарование по поводу того, что публика впервые увидела материалы игры именно таким образом. При этом компания заявила, что не ожидает, что данный инцидент повлияет на дальнейшую разработку игры. Компания Take-Two Interactive повторила заявление Rockstar Games и добавила, что были приняты меры для минимизации дальнейшего ущерба в связи с «инцидентом». Курс акций Take-Two Interactive снизился более чем на шесть процентов в ходе торгов до открытия рынка 19 сентября, после чего совершил небольшой отскок в ходе биржевой сессии. Представители компании Uber, также подвергшейся хакерской атаке, выпустили заявление, в котором связали атаку на свою компанию с утечкой данных о новой игре Grand Theft Auto, сообщив, что работают в контакте с ФБР и Министерством юстиции США. Предполагается, что хакер, устроивший атаки на Uber и Rockstar, связан с группой Lapsus$. 22 сентября 2022 года полиция Лондона арестовала 17-летнего юношу из графства Оксфордшир в рамках расследования, проводимого Национальным агентством Великобритании по борьбе с преступностью. Журналист Мэттью Киз заявил, что этот арест связан с расследованием по утечке данных Rockstar Games.
В декабре 2023 года Лондонский суд приговорил слившего данные хакера к лечению в психиатрической больнице на неопределённый срок.
1 января 2025 года пользователь Reddit опубликовал фотографию и два видеоролика PlayStation 5 «набора для разработчиков», на котором установлена игра, снятые кем-то, кто «несколько месяцев работал в офисе Rockstar» в середине 2021 года; позже пост был удалён. Основываясь на расположении офиса, Eurogamer определил, что фото и видео были сняты на Rockstar San Diego. Иэн Уокер из Polygon обнаружил, что в сообщении не содержится никакой новой информации, которое он назвал «худшей утечкой всех времён».